# Anneke Matthys
Anneke Matthys (Gent, 8 maart 1969) is een Belgische voormalige atlete, die gespecialiseerd was in de middellange afstand.

## Biografie
Matthys was gespecialiseerd in de 800 m. In 1987 was ze finaliste op de Europese kampioenschappen voor junioren. Tussen 1989 en 1997 veroverde ze zeven Belgische titels outdour en vier indoor.
In 1989 en 1994 nam Matthys op de 800 m deel aan de Europese indoorkampioenschappen. Ze werd telkens uitgeschakeld in de reeksen.

### Clubs
Matthys begon haar carrière bij KAA Gent en stapte daarna over naar AV Toekomst.

## Belgische kampioenschappen
Outdoor
| Onderdeel | Jaar                                     |
| --------- | ---------------------------------------- |
| 800 m     | 1989, 1990, 1992, 1993, 1994, 1996, 1997 |

Indoor
| Onderdeel | Jaar                   |
| --------- | ---------------------- |
| 800 m     | 1992, 1993, 1994, 1995 |

## Persoonlijke records
Outdoor
| Onderdeel | Prestatie | Datum            | Plaats  |
| --------- | --------- | ---------------- | ------- |
| 800 m     | 2.00,73   | 30 juli 1994     | Hechtel |
| 1000 m    | 2.43,35   | 10 augustus 1990 | Brussel |

Indoor
| Onderdeel | Prestatie | Datum | Plaats |
| --------- | --------- | ----- | ------ |
| 800 m     | 2.03,64   | 1994  |        |

## Palmares

### 800 m
- 1987: 8e EK voor junioren in Birmingham – 2.14,89
- 1989:  BK AC indoor – 2.06,80
- 1989: 6e reeks EK indoor in Den Haag – 2.06,50
- 1989:  BK AC – 2.04,28
- 1990:  BK AC – 2.05,4
- 1991:  BK AC – 2.05,14
- 1992:  BK AC indoor – 2.05,41
- 1992:  BK AC – 2.03,66
- 1993:  BK AC indoor – 2.06,09
- 1993:  BK AC – 2.03,85
- 1994:  BK AC indoor – 2.04,66
- 1994: 6e reeks EK indoor in Parijs – 2.14,21
- 1994:  BK AC – 2.04,66
- 1995:  BK AC indoor – 2.06,17
- 1996:  BK AC – 2.03,86
- 1997:  BK AC – 2.09,61
- 1998:  BK AC – 2.04,63

## Onderscheidingen
- 1989: Gouden Spike voor beste belofte